# Marcus Melander
Per Marcus Melander, ibland även kallad Marcus M. Melander, född 1 juli 1992 i Sollentuna församling, är en svensk travtränare och travkusk. Han driver sedan slutet av 2013 sitt eget stall i New Egypt, New Jersey, USA. Han är brorson till travtränaren Stefan Melander.

## Karriär
Melander började travkarriären som lärling hos sin farbror Stefan Melander utanför Enköping, och blev där en av Sveriges främsta lärlingar. Han utsågs bland annat till Årets Komet på Hästgalan 2011, och har erhållit Stig H-stipendiet. Han har även kört Europeiskt mästerskap för lärlingar 2012 i Turin, dock utan större lycka.

### Nordamerika
I slutet av 2013 flyttade Melander till USA, då hans familj köpte Continental Farms (där bland annat travlegenden Stanley Dancer varit verksam), och började driva stall i egen regi. Melander kör sällan sina hästar själv, utan anlitar oftast catch drivers. Under 2017 körde Melander in en miljon dollar till stallet.
Under Hambletonianhelgen 2018 på Meadowlands Racetrack hade Melander med två hästar i Peter Haughton Memorial för tvååringa hingstar och valacker, och två hästar i försöksloppen till Hambletonian Stakes för treåringar.
I början på september 2018 vann han Kanadas största lopp, Maple Leaf Trot tillsammans med kusken Jody Jamieson och hästen Crazy Wow, och slog då elithästar som Marion Marauder, Ariana G och Hannelore Hanover.
I slutet av samma månad vann han New York Sire Stakes på Yonkers Raceway tillsammans med hästen Gimpanzee, körd av Brian Sears. Den 13 oktober vann han International Trot på Yonkers Raceway tillsammans med Cruzado Dela Noche, körd av Brian Sears. Cruzado Dela Noche var spelad till 31 gånger pengarna, och segern var värd 500 000 dollar (ca 4,5 miljoner kronor). Tillsammans med Gimpanzee och kusken Brian Sears tog Melander sin första seger i Breeders Crown, då ekipaget vann Breeders Crown 2YO Colt & Gelding Trot på Pocono Downs den 27 oktober 2018. Även tvåan i mål, Green Manalishi tränades av Melander.
Efter att ha varit obesegrad som tvååring, blev Melanders häst Gimpanzee förhandsfavorit att segra i treåringsloppet Hambletonian Stakes, som körs på Meadowlands Racetrack i augusti varje år. Titeln som förhandsfavorit övertogs i maj 2019 av stallkamraten Greenshoe, då denne vann finalen av New Jersey Sire Stakes på tiden 1:50.2 över 1 609 meter.

#### Hambletonian 2019
Under Hambletoniandagen, den 3 augusti 2019 vann Melander bland annat Jim Doherty Memorial för tvååriga ston med Hypnotic Am, samt båda kvalheat till huvudloppet Hambletonian Stakes, det första med Green Manalishi och det andra med förhandsfavoriten Greenshoe. Med till finalloppet kom även Gimpanzee, som kom fyra i det första kvalheatet. Finalloppet vanns av Forbidden Trade, strax före Melanders hästar Greenshoe och Gimpanzee.

### Elitloppet
Melander uttryckte i början av 2020 ett stort intresse att starta Gimpanzee i 2020 års upplaga av Elitloppet på Solvalla, men endast om direktflyg till Sverige kunde ordnas.

## Segrar i större lopp
| År   | Lopp                                   | Häst               | Kusk / Ryttare |
| ---- | -------------------------------------- | ------------------ | -------------- |
| 2017 | Valley Victory Trot                    | Fourth Dimension   | Brian Sears    |
| 2018 | Maple Leaf Trot                        | Crazy Wow          | Jody Jamieson  |
| 2018 | New York Sire Stakes                   | Gimpanzee          | Brian Sears    |
| 2018 | Canadian Trotting Classic              | Green Manalishi    | Tim Tetrick    |
| 2018 | William Wellwood Memorial              | Green Manalishi    | Tim Tetrick    |
| 2018 | International Trot                     | Cruzado Dela Noche | Brian Sears    |
| 2018 | Breeders Crown 2YO Colt & Gelding Trot | Gimpanzee          | Brian Sears    |
| 2018 | New Jersey Sire Stakes                 | Greenshoe          | Brian Sears    |
| 2019 | Empire Breeders Classic                | Gimpanzee          | Brian Sears    |
| 2019 | New Jersey Sire Stakes                 | Greenshoe          | Brian Sears    |
| 2019 | Stanley Dancer Memorial                | Greenshoe          | Brian Sears    |
| 2019 | Kentucky Sire Stakes                   | Greenshoe          | Brian Sears    |
| 2019 | Arthur J. Cutler Memorial              | Cruzado Dela Noche | Brian Sears    |
| 2019 | Dr. Harry M. Zweig Memorial            | Greenshoe          | Brian Sears    |
| 2019 | Jim Doherty Memorial                   | Hypnotic Am        | Brian Sears    |
| 2019 | Kentucky Futurity                      | Greenshoe          | Brian Sears    |
| 2019 | Yonkers Trot                           | Gimpanzee          | Brian Sears    |
| 2019 | New York Sire Stakes                   | Gimpanzee          | Brian Sears    |
| 2019 | New York Sire Stakes                   | Hypnotic Am        | Brian Sears    |
| 2019 | Breeders Crown 3YO Colt & Gelding Trot | Gimpanzee          | David Miller   |
| 2020 | Graduate Series                        | Gimpanzee          | Brian Sears    |
| 2020 | Hambletonian Maturity                  | Gimpanzee          | Brian Sears    |
| 2020 | John Cashman Memorial                  | Gimpanzee          | Brian Sears    |
| 2020 | New York Sire Stakes                   | Hypnotic Am        | Brian Sears    |
| 2020 | Crawford Farms NYSS                    | Iteration          | Brian Sears    |
| 2020 | Kentucky Sire Stakes                   | Hypnotic Am        | Brian Sears    |
| 2020 | Kentuckiana Stallion Management        | Iteration          | Brian Sears    |
| 2020 | Ceasars Trotting Classic               | Gimpanzee          | Brian Sears    |
| 2020 | Breeders Crown Open Trot               | Gimpanzee          | Brian Sears    |
| 2020 | New York Sire Stakes                   | Iteration          | Brian Sears    |
| 2021 | Breeders Crown 2YO Filly Trot          | Joviality          | Brian Sears    |
| 2022 | Yonkers Trot                           | Joviality          | Brian Sears    |